# تپه تخت گوره
تپه تخت گوره مربوط به دوره سلجوقیان است و در شهرستان مریوان، بخش مرکزی، دهستان کوماسی، روستای وینینه علیا واقع شده و این اثر در تاریخ ۷ اسفند ۱۳۸۶ با شمارهٔ ثبت ۲۱۵۱۹ به‌عنوان یکی از آثار ملی ایران به ثبت رسیده است.